# White Buffalo Calf Woman

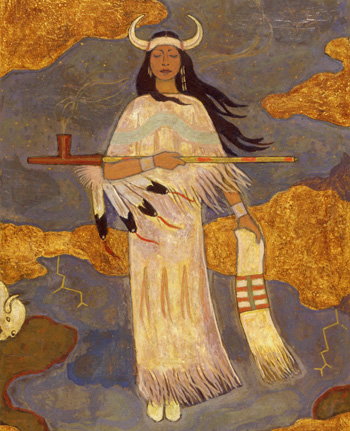
Apparizione della Donna Bisonte, dipinto a olio di Frithjof Schuon (1959)

White Buffalo Calf Woman (Lakȟótiyapi: Ptesáŋwiŋ) o «Giovane Donna Bisonte Bianca» è una figura sacra di origine soprannaturale, centrale nella religione Lakota, di cui è la principale profeta spirituale. Le tradizioni orali raccontano che ella portò i "Sette riti sacri" al popolo dei Lakota.
La storia tradizionale è che, molto tempo fa, ci fu un periodo di carestia. Il capo dei Lakota inviò due esploratori a caccia di cibo. Mentre i giovani viaggiavano, videro una figura in lontananza e avvicinandosi, videro che era una bellissima giovane donna avvolta in una pelle di bufalo bianca. Aveva i capelli, la pelle e gli occhi scuri. Uno degli uomini era pieno di desiderio per la donna. Si avvicinò a lei, dicendo al suo compagno che avrebbe tentato di rivendicarla come moglie. Il suo compagno lo avvertì che lei sembrava essere una donna sacra e che fare qualcosa di sacrilego sarebbe pericoloso e irrispettoso. L'uomo ignorò il consiglio dell'altro.
Il secondo uomo guardò il primo che si avvicinò e abbracciò la donna, ma una nuvola bianca avvolse la coppia. Quando la nuvola scomparve, rimasero solo la donna misteriosa e un mucchio di ossa. Le ossa erano i resti dell'uomo. L'uomo rimanente era spaventato e cominciò a tendere il suo arco, ma la sacra donna lo chiamò in avanti, dicendogli che non gli sarebbe accaduto nulla, che lei poteva vedere nel suo cuore che non aveva i desideri del primo uomo. Mentre la donna parlava Lakota, il giovane decise che era una del suo popolo e si fece avanti.
Allora la donna spiegò che lei era wakȟáŋ (sacra, dotata di poteri spirituali e soprannaturali). La donna inoltre spiegò che se avesse fatto ciò che avrebbe ordinato, la sua gente si sarebbe ripresa dalla carestia. Lo scout promise di fare ciò che la donna istruì e lei gli disse di tornare al suo accampamento, convocare il Consiglio e preparare una festa per il suo arrivo. Insegnò le sette cerimonie sacre dei Lakota e diede loro il čhaŋnúŋpa, la sacra pipa cerimoniale. Dopo aver istruito la gente e dato loro i suoi doni, Ptesáŋwiŋ li lasciò, promettendo che un giorno sarebbe tornata.